# Vincenzo Montella
Vincenzo Montella (n. 18 iunie 1974, Pomigliano d'Arco, Campania, Italia) este un fotbalist italian retras din activitate, care a jucat pe post de atacant la echipe ca Roma, Empoli și Sampdoria. Pe plan internațional, are prezențe la națională pentru Italia. După încheierea carierei, a devenit antrenor, și antrenează în prezent pe Echipa națională de fotbal a Turciei.
A jucat ca atacant și ultima sa echipă a fost AS Roma din Serie A din Italia. Porecla lui era L Aeroplanino ("Micul Avion"), din cauza micii sale staturi și bine-cunoscuta celebrarea a golurilor.